# Union Belge des Sociétés de Sports Athlétiques
De Union Belge des Sociétés de Sports Athlétiques of UBSSA was een Belgische sportbond die in 1895 werd opgericht. De bond was een overkoepelende nationale organisatie die diverse sporttakken regelde, zoals atletiek, wielrennen en voetbal.
In 1912 hebben diverse sporttakken zich afgesplitst. De voetbalafdeling vormde de Belgische Voetbalbond, de atletieksectie werd de Belgische Atletiekbond.